# TDF Really Works
TDF Really Works è un cortometraggio del 2011 scritto e diretto da Ari Aster.

## Trama
Il cortometraggio presenta un finto spot pubblicitario.

## Produzione
Il cortometraggio, pubblicato dopo il primo progetto di Aster, The Strange Thing About the Johnsons, è stato prodotto da Faux Beef Productions.